# Юрковщина (Смоленская область)
Юрковщина — деревня в Хиславичском районе Смоленской области России. Входит в состав Городищенского сельского поселения. Население — 13 жителей (2007 год).
Расположена в юго-западной части области в 18 км к юго-западу от Хиславичей, в 48 км западнее автодороги А141 Орёл — Витебск, на берегу реки Чернявка. В 48 км восточнее деревни расположена железнодорожная станция Крапивенская на линии Смоленск — Рославль.
В деревне находился православный храм в честь великомученика Георгия Победоносца.

## История
В годы Великой Отечественной войны деревня была оккупирована гитлеровскими войсками в июле 1941 года, освобождена в сентябре 1943 года.